# Bugaj (Wyskitna)
Bugaj  – część wsi Wyskitna w Polsce, położona w województwie małopolskim, w powiecie nowosądeckim, w gminie Grybów. Stanowi wschodnią część wsi. Dawniej samodzielna wieś.
W latach 1975–1998 miejscowość administracyjnie należała do województwa nowosądeckiego.